# Partielles Grundeinkommen
Ein partielles Grundeinkommen (PGE) ist ein Grundeinkommen, das nicht existenz- und teilhabesichernd ist, d. h. es ist niedriger als das soziokulturelle Existenzminimum. Mit einem partiellen Grundeinkommen besteht somit – auch wenn es ohne weitere Prüfung erhalten wird – der indirekte Zwang, mit Erwerbsarbeit die Existenz zu sichern. Das unterscheidet das PGE von einem bedingungslosen Grundeinkommen (BGE), bei dem die existenz- und teilhabesichernde Höhe eines der vier Definitionskriterien ist.
Der Mitgründer des Netzwerk Grundeinkommen und der BAG der LINKEN Ronald Blaschke zieht die Grenze zwischen einem BGE und PGE in seiner im Oktober 2017 veröffentlichten Übersicht von 19 Konzeptionen eines Grundeinkommens bei ca. 1.000 bis 1.100 Euro netto monatlich.
Beispiele für partielle Grundeinkommensmodelle sind das Bürgergeld von Thomas Straubhaar und Dieter Althaus, die auf einer Variante der Negativen Einkommensteuer basieren oder das Staatsbürgergeld von René Springer, welches das Althausmodell adaptiert mit der zusätzlichen, einschränkenden Bedingung des Nachweises deutscher Staatsbürgerschaft.